# Gryllotalpa breviabdominis
Gryllotalpa breviabdominis is een rechtvleugelig insect uit de familie veenmollen (Gryllotalpidae). De wetenschappelijke naam van deze soort is voor het eerst geldig gepubliceerd in 2011 door Ma & Zhang.